# Cyklistický tým eD'system–ZVVZ
eD'system–ZVVZ (UCI kód: ZVZ) byl český cyklistický UCI Continental tým, jenž vznikl pod názvem Giant–AIS v Austrálii roku 1996. Tato australská stáj se v roce 1997 spojila s českým týmem Husqvarna–ZVVZ a o rok později již soutěžila s českou licencí. Mezi titulárními sponzory týmu se v průběhu let vystřídaly společnosti ZVVZ, Wüstenrot a eD'system. Za tým v minulosti jezdili závodníci jako Jan Hruška, Tomáš Konečný, František Trkal, Jens Voigt, Jaromír Purmenský, René Andrle, Petr Benčík, Lubor Tesař, Milan Kadlec nebo Ján Svorada.

## Zánik týmu
Kvůli finančním problémům tým po sezoně 2005 sestoupil z divize 2A do 2B. "Ke klidu bych potřeboval 30 milionů korun, a ty mi u nás nikdo nedá. Letos zůstali dlužni i naši švýcarští sponzoři," posteskl si pro IDNES.cz v říjnu Ženíšek. Začátkem listopadu v týmu zůstalo už jen 7 jezdců. Celá situace vyústila tím, že policie 30. listopadu 2005 na základě obvinění z daňových úniků ve výši 9 milionů korun v letech 1998-2001 zadržela manažer týmu Jiřího Ženíška a tím činnost stáje definitivně skončila. Toto obvinění se neprokázalo, šlo o chybu v účetnictví manažera z Německa, který pro tým zajišťoval letenky, pobyty a starty na závodech. Na základě toho byl Ženíšek osvobozen s tím, že musel za tuto společnost uhradit pokutu ve výši dva a půl milionu korun.

## Poslední soupiska týmu[3]
| - Petr Benčík (CZE) (* 29. ledna 1976) - Roman Bronis (SVK) (* 17. října 1976) - Andreas Dietziker (SUI) (* 15. října 1982) - Michal Kadlec (CZE) (* 27. října 1985) - Milan Kadlec (CZE) (* 13. října 1974) - Marcel Klaus (SUI) (* 6. října 1976) - David Kupka (CZE) (* 12. října 1979) - Martin Mareš (CZE) (* 23. ledna 1982) - Xavier Pache (SUI) (* 8. července 1980) | - Christian Pfannberger (AUT) (* 9. prosince 1979) - Michal Precechtel (CZE) (* 24. října 1977) - Josef Soukup (CZE) (* 24. září 1981) - Florian Stalder (SUI) (* 13. září 1982) - Ján Svorada (CZE) (* 28. srpna 1968) - Jan Valach (SVK) (* 19. srpna 1973) - Jindřich Vana (CZE) (* 12. července 1975) - Kamil Vrána (CZE) (* 13. října 1979) - Pavel Zerzan (CZE) (* 15. května 1978) |

## Největší úspěchy[4]
| - Celkové vítězství na Tour de Langkawi, Damian McDonald - Mistr Austrálie v silničním závodu mužů, Nick Gates - Celkové vítězství na Niedersachsen Rundfahrt, Jens Voigt - Celkové vítězství na Volta ao Algarve, Tomáš Konečný - Mistr Kanady v silničním závodu mužů, Czeslaw Lukaszewicz | - Poreč Trophy 5, Tomáš Konečný - Celkové vítězství na Tour de Beauce, Tomáš Konečný - Mistr Kanady v silničním závodu mužů, Czeslaw Lukaszewicz - Celkové vítězství na Okolo Slovenska, René Andrle - Poreč Trophy 5, Lubor Tesař - Mistr České republiky v silničním závodu mužů, Ján Svorada - Celkové vítězství na Tour of Qinghai Lake, Martin Mareš |